# Ernst Habermann
Ernst Richard Habermann (* 31. Juli 1926 in Gössenheim; † 22. Januar 2001) war ein deutscher Pharmakologe und Toxikologe.

## Leben
Nach seiner Dissertation an der medizinischen Fakultät der Universität Würzburg 1951 arbeitete Habermann dort als Assistent und später als außerordentlicher Professor am Pharmakologischen Institut, bis er eine volle Professur erhielt. Von 1966 bis zu seiner Emeritierung 1993 war er Leiter des Rudolf-Buchheim-Institut für Pharmakologie am Fachbereich Medizin der Justus-Liebig-Universität Gießen.
Von 1979 bis 1982 war Habermann Präsident der Deutschen Gesellschaft für experimentelle und klinische Pharmakologie und Toxikologie (DGPT).
Habermann war Mitglied des Senates der Deutschen Forschungsgemeinschaft.

## Arbeitsgebiete
Als Wissenschaftler arbeitete Habermann auf dem Gebiet der tierischen Toxine. Am Anfang seiner Forscherkarriere waren dies im Wesentlichen Schlangen- und Insektengifte. Die Sequenzierung der Peptidsequenzen der beiden Klapperschlangen-Toxine und die Aufklärung deren komplexer Wirkungsmechanismen waren seine ersten Erfolge. Seine Erforschung des Giftes der Honigbiene (Apis mellifera) war bahnbrechend. Er charakterisierte drei hochspezifisch wirkende Peptide: das Apamin, das Melittin und das MCD-Peptid (mast cell degranulating peptide).
Danach widmete sich Habermann den giftigsten Substanzen, den bakteriellen Toxinen Tetanus- und Botulinumtoxin aus Clostridien. Er entwickelte dazu die Sandwich-Methode als besondere Form des ELISA-Tests, um geringste Toxinmengen im Bereich von einigen Pikogramm nachweisen zu können. Die Sandwich-Methode ist ein einfacher Verknüpfungstest aus passenden Antikörpern gegen das zu bestimmende Proteintoxin. Sie wurde bis in die 1990er Jahre beim Nachweis des Oberflächenproteins des Hepatitis-B-Virus (HBs-Antigen, früher als Australia-Antigen bezeichnet) in der medizinischen Diagnostik verwendet.
Als erster markierte Habermann das Tetanustoxin mit Tracern. Damit konnte er den Transport des Toxins über die peripheren motorischen Nervenfasern in die motorischen Vorderhornzellen des Rückenmarks nachweisen. Er konnte so klären, wie das 150 Kilodalton große Molekül des Tetanustoxin die Blut-Hirn-Schranke überwindet. Für das Botulinumtoxin (Typ A) konnte er den gleichen Mechanismus nachweisen.
Am Tetanustoxin stellte Habermann fest, dass es aus einer schweren und einer leichten Peptid-Kette zusammengesetzt ist, wobei die schwerere Kette für die Navigation des Toxinmoleküls im Körper verantwortlich ist. Habermann führte die Gentechnologie in die Pharmakologie ein und klärte die Peptidsequenz des Tetanustoxins auf. Er erkannte dabei eine in der leichten Kette aller Clostridientoxine wiederkehrende Sequenz aus nur fünf Aminosäuren. Diese Sequenz ist charakteristisch für eine Zink-abhängige Protease. So zeigte er die enzymatische Wirkung der Clostridientoxine, die die weitere Erforschung des Exozytoseapparates bei der synaptischen Transmitterfreisetzung ermöglichte.
Habermann war ein engagierter Kämpfer gegen Scharlatanerie
und Mitglied, sowie im Wissenschaftsrats des Vorstandes der Gesellschaft zur wissenschaftlichen Untersuchung von Parawissenschaften e. V.
Er beschäftigte sich auch intensiv mit dem Nocebo-Effekt.

## Zitate
Als Vorsitzender der Ethikkommission der Justus-Liebig-Universität Gießen:

„Das informationelle Selbstbestimmungsrecht des Einzelnen ist ein Teil seiner Person, wie z. B. sein Kopf, sein Körper, seine Seele. Dies gilt auch für die uns anvertrauten Patienten. Wir müssen dieses Grundrecht unserer Patienten ebenso achten und schützen, wie die Unversehrtheit ihrer Körper.“

## Veröffentlichungen
- mit H. Löffler: Spezielle Pharmakologie und Arzneitherapie. 4., verb. u. erw. Auflage. Springer, Berlin 1983, ISBN 3-540-12624-4.
- Bee and Wasp Venoms. In: Science. 177/1972, S. 314–322.
- Jahresbericht 2002 der Universität Gießen (Memento vom 11. Juni 2007 im Internet Archive) (PDF-Datei; 2,70 MB)
- Ethische Grundlagen der Arzneimitteltherapie im Krankenhaus. In: Krankenhauspharmazie. 15/1994, S. 623–630.
- Therapeutische Prüfungen an Nicht-Einwilligungsfähigen im Eilfall – ethisch geboten und rechtlich zulässig? In: NJW. 46/2000, S. 3389–3395.
- Abbildung eines Nocebo-Phänomens im menschlichen Gehirn durch fMRI. DGPT Forum, In: Mitteilungen der Deutschen Gesellschaft für experimentelle und klinische Pharmakologie und Toxikologie. 26/2000, S. 63.
- Facts and fallacies of alternative medicine. In: Biomarkers Environ. 2/1998, S. 26–29.
- The convergence of biosciences. In: Futura. 14/1999, S. 272–279.
- Gift und Nocebo: Zwei Aspekte der Toxikologie. In: W. Mücke (Hrsg.): Chemikalien-Syndrome—Fiktion oder Wirklichkeit? Institut für Toxikologie und Umwelthygiene der Technischen Universität München, ISBN 3-932108-07-8, S. 23–43.
- Stefan Deinhart, Joachim Stürmer, Ernst Habermann, Wolfgang E. Rosenberg, Kerstin Reuber, Reinhard Störiko, Christof Zang-Svojanovsky, J. C. Frölich, Veronika Rampold: Ein Vorlesungsversuch zur Homöopathie. In: Deutsches Ärzteblatt. Band 94, Nr. 45. Deutscher Ärzte-Verlag, 7. November 1997, S. A-3003 / B-2326 / C-2129 (aerzteblatt.de).
- Iodine labelling of sea anemone toxin II, and binding to normal and denervated diaphragm. In: Arch. Pharmacol. 309 (1979), S. 165–170.

## Ehrungen
- Redi-Preis der Internationalen Gesellschaft für Toxinologie (International Society on Toxinology) (1962)
- Mitglied der Deutschen Akademie der Naturforscher Leopoldina (1971)
- Aronson-Preis (1973)
- Feldberg Foundation (1977)
- Bundesverdienstkreuz am Bande (12. April 1978)[7]
- Ernst-Habermann-Lecture auf der alljährlichen Herbsttagung der DGPT (seit 2002)[2]